# 羅芸

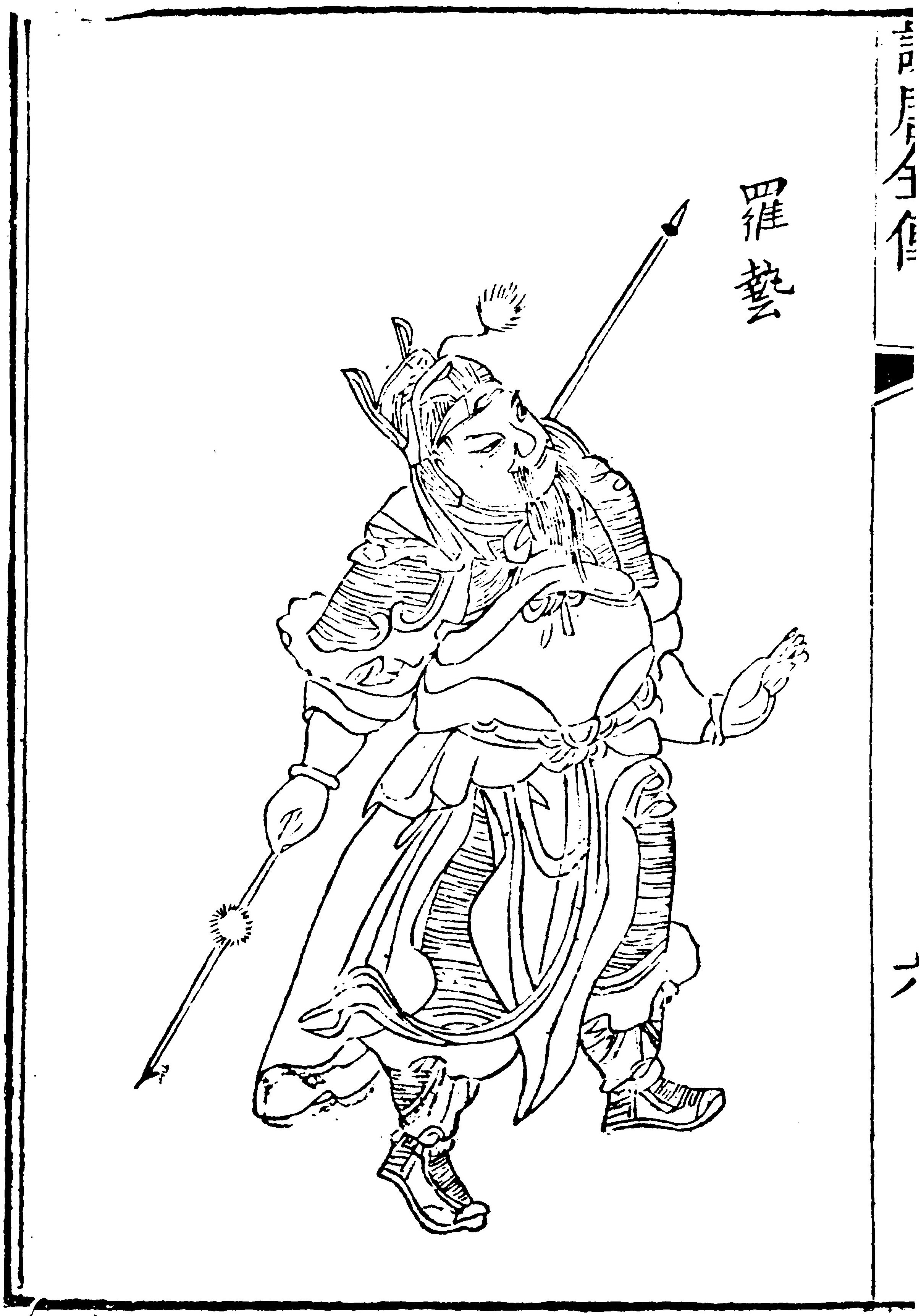
羅芸

羅 芸（羅藝、ら げい、生年不詳 - 627年）は、隋末唐初の人物。唐に帰順して燕王に立てられたが、後に乱を起こした。字は子延。本貫は襄陽郡襄陽県。

## 生涯
隋の監門将軍羅栄の子として生まれた。京兆郡雲陽県を居とした。羅芸は性格が図太くて人を憐れまず、勇戦して弓射をよくし、槊を用いるのを得意とした。大業年間、虎賁郎将に任ぜられた。高句麗遠征において、武衛大将軍の李景の麾下として北平で一部隊を率いたが、羅芸は李景を侮ってしきりに侮辱した。
隋末に叛乱が多発するようになると、涿郡は物資が豊富で、高句麗遠征の残兵が多数いたため、叛乱軍の標的としてしばしば侵攻を受けた。留守の将の趙什住・賀蘭宜・晋文衍らは支えることができなかったが、ただ羅芸一人が、叛乱軍をしばしば撃退して、武勇は軍中に冠し、諸将に恐れられた。羅芸は一計を案じて出陣し、「我が軍は賊を討ってしばしば功績を挙げたが、食糧難に苦しんでいる。官庫の粟は山のようであるのに、留守の連中が独占しているからだ」と言って自軍の兵を扇動した。涿郡に帰還すると、出迎えた郡丞を捕らえて兵を入城させた。趙什柱らは恐れて羅芸に従った。羅芸は官庫を開いて部衆に報償を与え、官倉を開いて粟を窮人に供した。自分に同調しなかった渤海郡太守の唐禕らを殺し、威勢は北辺に振るい、柳城・懐遠鎮の地まで帰順させた。柳城郡太守の楊林甫を左遷し、柳城郡を改めて営州とし、襄平郡太守の鄧暠を営州総管とし、羅芸自身は幽州総管を称した。
宇文化及が山東まで北上すると、使者を派遣して羅芸を招諭したが、羅芸は「私は隋室の旧臣であり、いま太行山が転覆したとしても、義を賊に辱めることはしません」と言って使者を斬り、煬帝のために喪を発して三日の間服した。竇建徳・高開道らもまた羅芸に使者を送った。羅芸は「竇建徳らはみな凶悪な賊であり、宇文化及は弑逆の徒であって、いずれも従うことはできない。いま唐公（李淵）が起兵して、人望を集め、関右に拠っているから、必ず王業は成されるだろう。私は彼に帰順することを決めた。異議を立てる者がいれば必ず殺さん」と属官たちに言った。ときに張道源が高祖李淵の命令を受けて山東を巡り、羅芸を招諭したため、武徳2年（619年）に羅芸は表を奉って唐に帰順した。燕王に封ぜられ、李姓を賜った。その後たびたび竇建徳と戦い、これを撃破した。
秦王李世民が劉黒闥を討ったとき、羅芸は弟の羅寿を従軍させ、自身は数万の兵を率いて劉十善・張君立の軍を徐河で撃破した。劉黒闥が突厥の兵を率いて再起すると、羅芸は皇太子の李建成と洺州で合流した。入朝して高祖の礼遇を受け、左翊衛大将軍に任ぜられた。羅芸は功名を恃んで、謙ることが少なかった。李世民の側近が羅芸の陣営に行った時、羅芸がこれを殴打する事件が起こった。高祖は怒ったが、当時は突厥の横行が酷く、羅芸は北方の異民族に睨みが利いたために、しばらくして許した。羅芸は本官をそのままに、天節軍将を領して涇州に駐屯した。
曹州の女子に李氏という者がいて、鬼道に通じて病気を治すことを触れ込みとしていたが、高祖に召されて長安に赴いた。李氏はこの時から羅芸の家と往来をもつようになった。李氏は「妃の顔相は貴く、必ず天下の母となりましょう」と羅芸の妻の孟氏に言った。孟氏はこれを篤く信じて、李氏に羅芸を見るように言うと、李氏は「妃の貴いのは王によるものです。王が貴色を発していますから、十日の間に大位に昇りましょう」と言った。こうして孟氏は羅芸に叛乱を勧めた。
李世民が即位する（太宗）と、開府儀同三司に任ぜられた。羅芸は叛乱を計画して、閲兵を口実に兵を集め、密詔を受けて入朝すると称して、軍を豳州に進めた。治中の趙慈皓が知らずに出迎えたところ、羅芸は豳州を占拠した。太宗は長孫無忌と尉遅恭に羅芸を攻撃させた。その到着以前、趙慈皓と統軍の楊岌が羅芸の排除を謀ったが、発覚して羅芸は趙慈皓を捕えた。外から楊岌の攻撃を受けると、敗れた羅芸は妻子を捨て、数百騎で突厥に逃れようとした。寧州の境にいたり、烏氏駅を過ぎたところで側近に斬られ、その首級は長安に運ばれて市に晒された。妻の孟氏と李氏も共に斬られた。弟の羅寿は利州都督になっていたが、連座して処刑された。

## 伝記資料
- 『旧唐書』巻56 列伝第6「羅芸伝」
- 『新唐書』巻92 列伝第17「羅芸伝」